# Turniej o Puchar Rybnickiego Okręgu Węglowego 1983
Puchar Rybnickiego Okręgu Węglowego 1983 – zawody żużlowe, mające na celu wyłonienie zwycięzcy turnieju o Puchar ROW. Zawody w 1983 roku wygrał Antoni Skupień.

## Finał
- Rybnik, 25 września 1983
- Sędzia: Lucjan Nowak

| Msc. | Zawodnik              | Klub           | Pkt |             |  |
| ---- | --------------------- | -------------- | --- | ----------- |  |
| 1    | Antoni Skupień        | Rybnik         | 15  | (3,3,3,3,3) |  |
| 2    | Bronisław Klimowicz   | Rybnik         | 13  | (3,3,3,2,2) |  |
| 3    | Bernard Jąder         | Leszno         | 12  | (3,1,3,2,3) |  |
| 4    | Grzegorz Sterna       | Leszno         | 12  | (2,3,2,3,2) |  |
| 5    | Henryk Bem            | Rybnik         | 10  | (2,2,2,1,3) |  |
| 6    | Leonard Raba          | Opole          | 9   | (3,u,2,3,1) |  |
| 7    | Leon Kujawski         | Gniezno        | 8   | (1,2,3,1,1) |  |
| 8    | Ryszard Romaniak      | Rzeszów        | 7   | (d,1,2,1,3) |  |
| 9    | Grzegorz Kuźniar      | Rzeszów        | 6   | (2,2,d,2,u) |  |
| 10   | Stanisław Pogorzelski | Opole          | 6   | (1,1,1,1,2) |  |
| 11   | Paweł Waloszek        | Świętochłowice | 5   | (0,3,d,0,2) |  |
| 12   | Ireneusz Szewczyk     | Ostrów Wlkp.   | 4   | (1,0,1,2,0) |  |
| 13   | Mirosław Korbel       | Rybnik         | 3   | (3,0)       |  |
| 14   | Adam Pawliczek        | Rybnik         | 3   | (2,1,0,0)   |  |
| 15   | Piotr Podrzycki       | Gniezno        | 3   | (2,d,1)     |  |
| 16   | Franciszek Banaszak   | Ostrów Wlkp.   | 2   | (1,t,0,0,1) |  |
| 17   | Andrzej Szczepaniak   | Ostrów Wlkp.   | 1   | (0,0,0,0,1) |  |
| 18   | Jan Nowak             | Rybnik         | 0   | (u)         |  |